# Peder Swart
Peder Swart (latin: Petrus Niger), död 1562, begravd 5 oktober, var biskop i Västerås, Gustav Vasas krönikeskrivare och historiker. Egentligen kallades han Peder Andræ med tillnamnet "Swart", som han fick senare genom sönernas latinska tillnamn.

## Biografi
Inget är känt om hans ursprung, även om han torde ha härstammat från området runt Västerås. Peder Swart omtalas första gången 1539 då han uppbar kyrkliga skatter i Västerås, och var 1540-1546 biskops- och kungsfogde. Senast 1541 blev han kanik, senast 1543 kyrkoherde och senast 1544 predikant i Västerås. 1545-1550 var han skolmästare i Västerås och 1546-1549 prost i Tuhundra prosteri. Troligen 1550 blev han kaplan hos Gustav Vasa, höll likpredikan över Margareta Leijonhufvud och skötte 1552 förhandlingarna med de kritiska biskoparna i samband med att Gustav Vasa ville gifta om sig med sin förra hustrus systerdotter Katarina Stenbock. Från 1554 befriades han från skatt från sin gård Fläka i Lundby socken och 1557 utnämndes han biskop i Västerås stift.
Tillsammans med Gustav Vasa skrev Peder Swart det så kallade Gensvaret, ett svar på Den danska rimkrönikan, som gavs ut 1558.
Gustav Vasa ville styra över vad som skrevs om honom, och då han för första gången 1556 fick tillfälle att läsa Olaus Petris nyskrivna krönika blev han rasande. Han begärde omedelbart att alla exemplar av skriften som kunde påträffas skulle sändas till honom och tryckning förhindras. Av allt att döma gav han då i stället uppdraget till Peder Swart som författade en krönika över hans liv fram till 1534. Delar av berättelsen kan ha författats efter kungens egen diktamen, men troligen användes även de skriftliga direktiv om vad berättelsen som skulle innehålla som Olaus Petri tidigare hade erhållit. Bland annat skildras reformriksdagen i Västerås 1527 samt ett par av äventyren i Dalarna. Krönikan ger den bild åt eftervärlden som Gustav Vasa önskade nämligen som landsfader som ömmade för sitt folk. Krönikan är skönlitterärt väl skriven men är inte historiskt pålitlig.
Han berättar bland annat om det första vasaloppet. "Dalekaraner sände en åstadh benembd Engelbrecht med nogre andre skidekarar the ther genom natt och dag droghe genom skogen medh samma wärff och funne Götstaff öffuerst vppe j Lima."
Den så kallade Peder Swarts biskopskrönika för Västerås stift anses vara en förfalskning utförd på 1600-talet av Hedemoraprosten Nils Rabenius.
Swart avled år 1562, och begravdes den 5 oktober samma år i Västerås domkyrka.

### Familj
Peder Swart var gift med Brita Larsdotter. De fick tillsammans barnen domprosten Andreas Petri Arosiensis i Västerås församling, kyrkoherden Israel Petri Niger (Israel Pettersson Svart) (död 1614) i Tillberga församling och Catharina Swart som var gift med kyrkoherden Christophorus Germundi i Odensvi församling.

## Psalmer
- På dig, o Herre käre[7]